# Martinjärvi (sjö i Mellersta Finland)
Martinjärvi är en sjö i Finland. Den ligger i kommunen Keuru i landskapet Mellersta Finland, i den södra delen av landet, 250 km norr om huvudstaden Helsingfors. Martinjärvi ligger 145,7 meter över havet. I omgivningarna runt Martinjärvi växer i huvudsak barrskog. Arean är 1,05 kvadratkilometer och strandlinjen är 9,8 kilometer lång. Sjön  ingår i Kumo älvs huvudavrinningsområde. 
I övrigt finns följande i Martinjärvi:
- Jussinsaari (en ö)